# Pabellón José Luis Pérez Canca
El Pabellón Jose Luis Pérez Canca es un pabellón polideportivo multiusos del barrio de Carranque, de la ciudad de Málaga, España. Forma parte de la Ciudad Deportiva Javier Imbroda y es la cancha del Costa del Sol Málaga, equipo de la División de Honor española de balonmano.

## Características
Con suelo de parqué y capacidad de división por tercios, cuenta con un aforo de 966 plazas fijas y 822 en asientos telescópicos. Cuenta con campos de juego de balonmano, baloncesto, voleibol y futbol sala.
- Sala multifuncional: realizar actividades de Pilates y Reeducación Postural, así como alquileres de diferentes organismos y sala de prensa para las competiciones.
- Sala de musculación: sala específica para el entrenamiento muscular de clubes, federaciones y opositores.
- Sala de ciclo.
- 10 vestuarios y 3 almacenes.
- Acceso, tanto inferior como superior, habilitado para personas con movilidad reducida.

## Historia
En medio de una profunda remodelación de la Ciudad Deportiva en su conjunto, y por una cantidad de 250.000.000 pesetas, se adjudican las obras en octubre de 1985 para la creación de un nuevo pabellón cubierto (además de las piscinas al aire libre y otros vestuarios) y las obras comienzan el 6 de febrero de 1986, que se paran en seco en junio de ese mismo año por problemas económicos.
A principios de 1988 se termina la construcción del pabellón (aunque la instalación al completo se terminó en 1991).

### Cambio de nombre
En el año 2018 se aprobó el cambio de nombre en homenaje al deportista malagueño José Luis Pérez Canca, historia del balonmano español, cambio que se llevó a cabo en 2019 en un homenaje póstumo.
Tras el uso como Hospital de Campaña durante la pandemia de COVID-19 fue profundamente remodelado, instalando un nuevo parqué y mejorando su iluminación, con una inversión de un millón de euros.

## Usos
El pabellón ha sido, desde sus inicios, además de una instalación multiusos que permite ser alquilada por cualquier persona para jugar un partido, la sede de varios equipos deportivos de la ciudad de Málaga: balonmano, con el Club Balonmano Femenino Málaga Costa del Sol y el Club Balonmano Málaga; baloncesto, con el Clínicas Rincón o el Mayoral Maristas; en bádminton con el Club Bádminton Jorge Guillén; el fútbol sala, con el UD Playas de Málaga,...

### Durante la pandemia

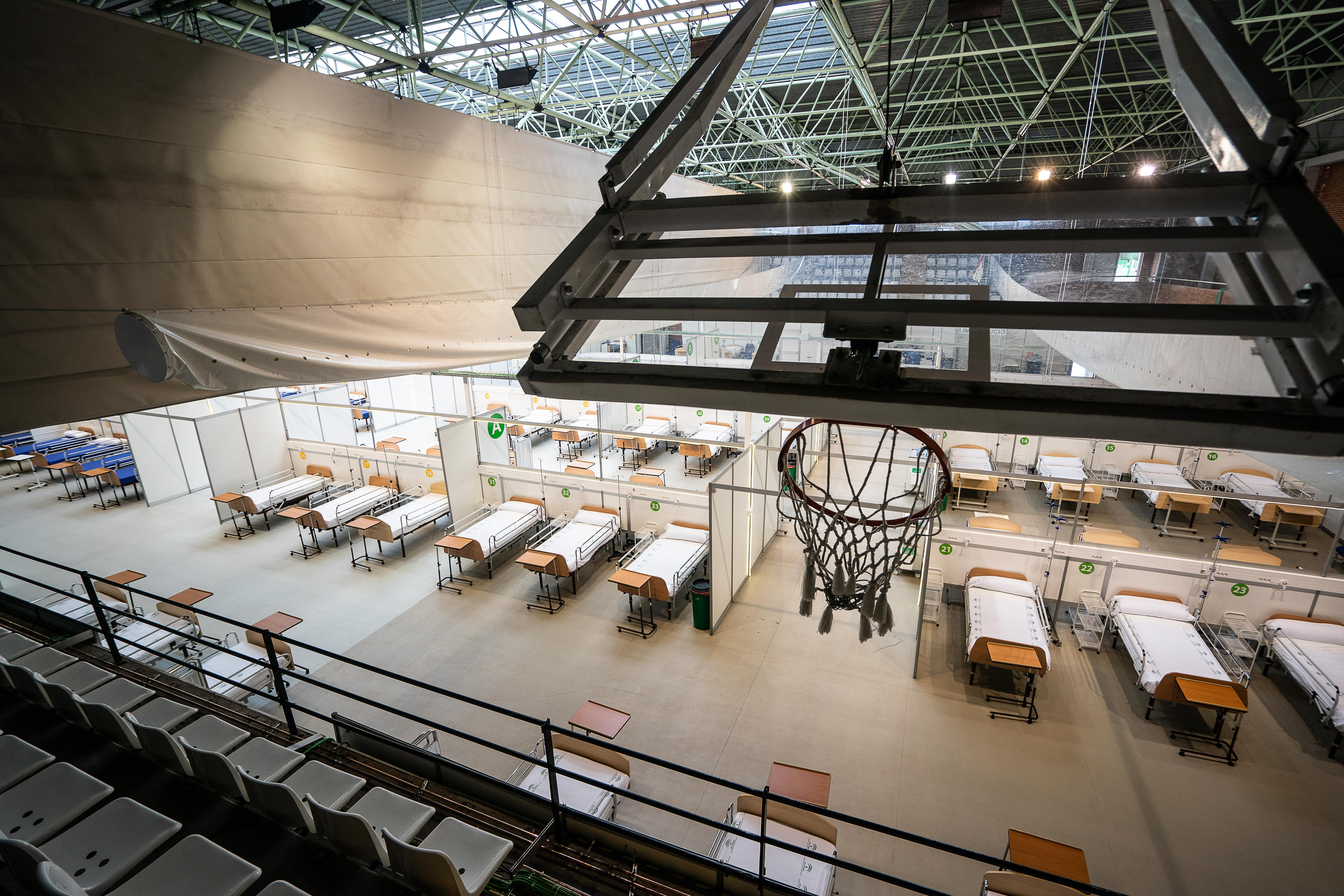
2020 04 07 Vista de las instalaciones del Hospital Auxiliar de Carranque en Málaga (49745843086)

Durante la pandemia de COVID-19 del año 2020, la pista interior del pabellón sufrió una profunda transformación para convertirse en hospital de campaña con capacidad para 400 camas. En un plazo de dos semanas, a base de particiones móviles y solados de vinilo sobre el parqué deportivo, la Junta de Andalucía (junto a empresas privadas como el Grupo Mondo) lo convirtió en el centro de referencia de la capital malagueña, ya que, durante la primera ola, tanto el Hospital Regional como el Clínico estaban desbordados. 
El pabellón polideportivo se empezó a vaciar de camas y de las instalaciones especiales durante el mes de octubre del 2021 y empezó a recuperar su actividad como zona competitiva en enero del 2022. 

### Tras la pandemia
En el 2022, y tras la muerte del que fuera entrenador de baloncesto y consejero andaluz de Educación y Deporte, Javier Imbroda, fue el espacio en el que se homenajeó al político en el cambio de nombre de "Ciudad Deportiva de Carranque" a Ciudad Deportiva Javier Imbroda.  
Se decoró el pabellón con grandes lonas con las leyendas olímpicas y deportistas de élite locales. En ellas se nombra a Marta López, Antonio Carlos Ortega, Theresa Zabel, Francisco Rodríguez López... Además, se le añadieron dos grandes lonas para celebrar el tricampeonato del año 2020 (Copa de la Reina, Supercopa de España y EHF European Cup) del Costa del Sol. 